# Cinclidotus fontinaloides
Cinclidotus fontinaloides, deutsch Großes Gitterzahnmoos oder Brunnen-Gitterzahnmoos benannt, ist eine Laubmoos-Art aus der Familie Pottiaceae.

## Merkmale
Cinclidotus fontinaloides bildet lockere, büschelförmige, dunkelgrüne bis schwarzgrüne Rasen. Die Pflanzen werden bis etwa 10 Zentimeter lang und haben zahlreiche kurze Seitenäste. Die weichen Blätter sind eiförmig-lanzettlich, in oder unter der Mitte am breitesten, bis 5 Millimeter lang und 1,5 Millimeter breit, feucht aufrecht abstehend und oft etwas einseitswendig, trocken verbogen. Die Blattrippe nimmt in der Blattmitte etwa ein Zehntel der Blattbreite ein, reicht bis in die Blattspitze oder tritt noch kurz aus. Der Blattsaum ist stark wulstig und bis sechs Zellen dick. Die rundlich-quadratischen, glatten oder papillösen Blattzellen sind 8–12 µm groß, am Blattgrund auch kurz-rechteckig.
Die Moosart ist diözisch. Sporogone werden häufig gebildet, sie befinden sich auf kurzen Seitentrieben. Die Seta ist etwa 1 Millimeter lang, die Kapseln sind in die Blätter eingesenkt. Der Kapseldeckel ist spitzkegelig und etwas schief. Das einfache Peristom besteht aus langen Zähnen, die in zwei oder drei fadenförmige, unten oft gitterartig verbundene Schenkel geteilt sind.

## Ökologie
Cinclidotus fontinaloides ist Kalk liebend und wächst in Flüssen an lichtreichen bis schwach schattigen, meist nur kurzzeitig überfluteten und nur mäßig rasch überflossenen Stellen auf Gestein, Holz oder Baumwurzeln.

## Verbreitung
Das Moos kommt in Europa vor allem in Südeuropa und Mitteleuropa, nordwärts bis Südskandinavien vor und ist von der Ebene bis in Gebirgslagen um 1200 Meter Höhe verbreitet. Weitere Vorkommen gibt es in Asien, Nordafrika und Nordamerika.